# Arnøyhamn
Arnøyhamn är en ort i Skjervøy kommun i Troms fylke i norra Norge. Orten ligger vid fylkesväg 7940, på den södra delen av ön Arnøya. Här finns Arnøy kyrka.